# Aunu'u
Aunu'u est une petite île volcanique des Samoa américaines, située au sud-est de Tutuila. Elle a une superficie de 374,83 acres (1,52 km²) et une population de 476 habitants en 2000. Elle fait partie du district oriental des Samoa américaines.